# Proklos
Proklos zwany Diadochem (następcą), gr. Πρόκλος ὁ Διάδοχος (Próklos ho Diádochos), znany także jako Proklos Ateńczyk, Proklos z Licji lub Proklos z Konstantynopola (ur. 412, zm. 485) – grecki filozof neoplatoński, uczeń Plutarcha z Aten i Syriana, objął po tym ostatnim kierownictwo platońskiej Akademii i kierował nią do 485 roku. Starał się stworzyć syntezę systematyzującą całe życie duchowe Greków. Jest najbardziej wpływowym filozofem późnego antyku, który odegrał istotną rolę w przekazaniu filozofii platońskiej średniowieczu.
Proklos urodził się w 412 roku w Konstantynopolu. Po studiach gramatyczno-retorycznych w ojczystej Licji i w Aleksandrii studiował filozofię u założyciela szkoły ateńskiej Plutarcha z Aten i jego następcy Syriana. Po jego śmierci w 437 roku objął kierownictwo szkoły i sprawował je do śmierci w 485 roku, przez blisko pięćdziesiąt lat. Był bardzo płodnym pisarzem. Pisał komentarze do Platona, Euklidesa i Arystotelesa, metafizyczne traktaty dotyczące wszystkich dziedzin ówczesnej filozofii (metafizyki, teologii, psychologii, fizyki, etyki, matematyki), prace egzegetyczne dotyczące pogańskiej religii na temat rytuałów orfickich i wyroczni chaldejskich oraz hymny.
Proklos miał wielki wpływ na rozwój późnego neoplatonizmu w Atenach i w Aleksandrii, gdzie jego uczeń Amoniusz Hermiasz stanął na czele tamtejszej szkoły filozoficznej. W świecie rozwijającego się chrześcijaństwa i upadającego politeizmu bronił wyższości helleńskiej religii pogańskiej. Kontynuując ruch zapoczątkowany w IV wieku przez Jamblicha i charyzmatycznego cesarza Juliana, Proklos starał się za Syrianem połączyć objawienia starej religii (mitologię Homera i Hezjoda, teogonię orficką i wyrocznie chaldejskie) i uzgodnić je z tradycją filozoficzną pitagorejską i platońską. Jego Teologia platońska stanowi summę pogańskiej teologii, do której najlepszym wprowadzeniem są wcześniejsze Elementy teologii.

## Życiorys
Proklos urodził się w Konstantynopolu w 410 roku lub niedługo później. Dzieciństwo i młodość spędził w Licji, krainie w południowo-zachodniej Azji Mniejszej, skąd pochodzili jego rodzice. W Licji odbył studia gramatyczne, a następnie udał się do Aleksandrii, by studiować literaturę u Oriona i retorykę u Leonasa. Z Leonasem pojechał później do Konstantynopola. Nie obrał jednak, jak jego ojciec, zawodu prawnika. Powrócił do Aleksandrii, by słuchać wykładów matematycznych Herona i filozoficznych, dotyczących pism Arystotelesa, Olimpiodora Starszego. Dzięki fenomenalnej pamięci przyswajał sobie całe wykłady i czytane dzieła. W wieku około dwudziestu lat udał się do Aten, gdzie rozpoczął studia w szkole Plutarcha Młodszego nad traktatami O duszy Arystotelesa i Fedonem Platona. Po śmierci Plutarcha w 432 roku studiował u jego następcy, Syriana, zapoznając się z wszystkimi pracami Arystotelesa z logiki, etyki, polityki, fizyki, a także teologii. Syrianos wprowadził także Proklosa w teologię orficką i chaldejską, ponieważ jednak wkrótce potem zmarł, Proklos zgłębiał dalej przedmiot sam z pism Porfiriusza, Jamblicha i Syriana. Nie wiadomo, kiedy objął kierownictwo szkoły (śmierć Syriana datuje się na około 437 rok), wiadomo natomiast, że pozostał na jej czele do śmierci w 485. Wraz z kierownictwem szkoły Proklos objął też, należące wcześniej do Plutarcha, zabudowania szkolne. Jak wynika z prowadzonych w połowie XX wieku prac archeologicznych, mieściły się one na południowym stoku Akropolu, naprzeciw Teatru Dionizosa. Prace przy odsłanianiu budynku szkoły, nazwanego „Domem Proklosa”, zakończyły się w 1955 roku. Proklos nigdy się nie ożenił. Marinos podaje w jego biografii, że miał tylko dwie wady, był zazdrosny i pamiętliwy.
Proklos odgrywał znaczącą rolę w kręgach pogańskich, nie tylko jako przywódca platoników, ale także stając na czele ugrupowania występującego przeciw polityce Cesarstwa, przez co nie jeden raz znalazł się w kłopotach. Marinos podaje, że musiał na rok opuścić Ateny i wyjechać do Lidii, by uniknąć trudności. Nie ma wątpliwości co do jego osobistej wiary i głębokiego zaangażowania w praktyki pogańskiej religii. Przestrzegał wegetariańskiej diety, modlił się do słońca, przechodził ryty inicjacji chaldejskiej, surowo przestrzegał świąt egipskich. Wedle jego własnego świadectwa w praktykę teurgiczną wprowadziła go córka Plutarcha Asklepigenia. Mówił też o sobie, że potrafi wyczarować świecące widmo Hekate.

## Twórczość

### Prace filozoficzne

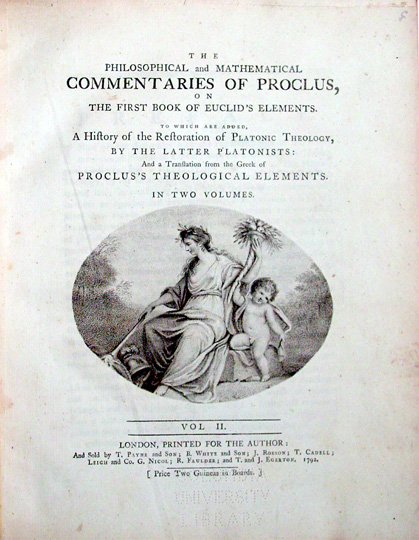
Komentarz Proklosa do I księgi Elementów Euklidesa (wydanie z 1791 r.)

Marinos pisze, że Proklos był niezwykle twórczym autorem, cechującym się bezgranicznym umiłowaniem pracy (Życie Proklosa, 22). Pisał przeważnie 700 wierszy dziennie (około 20-25 stron). Nawet jeśli informacje o jego pracowitości i liczbie zaginionych dzieł są przesadzone, nie ulega wątpliwości, że był bardzo płodnym pisarzem. Szacuje się, że ⅔ jego prac zaginęło. Jego zachowane prace są wykładami szkolnymi, opartymi na wykładach Syriana. Należy do nich 5 komentarzy platońskich (do Alkibiadesa, Kratylosa, Państwa, Timajosa, Parmenidesa), komentarz do Elementów Euklidesa, Elementy fizyki (wykładane przy lekturze odpowiednich pism Arystotelesa) i Elementy teologii (wykładane przy lekturze Plotyna i Porfiriusza), praca z astronomii Hypotoposis, trzy monografie (Tria opuscula) na temat opatrzności, przeznaczenia, wolnej woli i pochodzenia zła oraz summa teologii Proklosa Teologia Platońska.
Trudno jest ustalić chronologię pism Proklosa. Teologia Platońska jest generalnie uważana za jego późne dzieło. Autor powołuje się w niej bowiem na swoje komentarze do Parmenidesa i innych dialogów platońskich. Dzięki Marinosowi wiadomo, że komentarz do Timajosa napisał w 27. roku życia. Wczesną pracą jest również komentarz do Alkibiadesa. Komentarz do Państwa stanowi zbiór esejów na temat różnych problemów zawartych w tym dialogu. Być może zostały one napisane w różnym czasie, a tylko zebrane później razem przez Proklosa lub kogoś innego. Hypotoposis zostało napisane po powrocie Proklosa z wygnania do Lidii, aczkolwiek nie wiadomo, kiedy dokładnie miało ono miejsce. Tria opusucla na pewno nie powstały w jednym czasie. Drugi z traktatów powstał po powrocie z Lidii. Pierwszy wykazuje silne zależności od Plutarcha z Aten i jest uważany za najwcześniejszy utwór Proklosa. Traktat O istnieniu zła jest natomiast niewątpliwie późnym utworem. Ze względu na swój wprowadzający charakter Elementy fizyki uważa się za wczesną pracę. To samo można powiedzieć o Elementach teologii, jakkolwiek ukazują już one całą głębię filozofii Proklosa. Możliwe więc, że filozof kilkakrotnie nawet poprawiał tą swoją pracę.

### Hymny
Zachowało się siedem hymnów Proklosa. Marinos wymienia jeszcze cztery, obecnie zaginione, do bóstw w Gazie, Askalonie, Arabii i File. Pierwszy z hymnów jest skierowany do Heliosa i liczy 50 heksametrów. Helios jest dla poety tylko odblaskiem wszechstwórcy, ale jest jednocześnie źródłem życia, przeprowadzając jego strumień w świat materialny. Treścią hymnu jest działalność boga jako gwiazdy, źródła życia i tego, przed którym drżą demony ciemności. Pod koniec utworu autor prosi o uchronienie go od kar splamionej ciałem duszy, o oświecenie, sławę i o dostatek pochodzący z pobożności. W hymnie do Afrodyty helleńskiej (hymn 2), będącej duszą świata, autor prosi, by swoimi najsprawiedliwszymi pociskami poskromiła jego namiętności. Jako Licyjczyk zwraca się też w bardzo osobistym utworze do Afrodyty licyjskiej (hymn 5) o podniesienie duszy z ziemskich namiętności do prawdziwej piękności. W hymnie trzecim, do Muz, opiewa te, które podnoszą dusze upadłe w materię i oczyszczają je poprzez wtajemniczenia płynące z budzących umysł książek. Poeta prosi Muzy, by ustrzegły go od ludzi bezbożnych, przez których rozumie chrześcijan. Krótki hymn szósty, skierowany do Hekaty i Janusa, został napisany na otwarcie jakiegoś lokalu, prawdopodobnie szkolnego, i zawiera modlitwę o uwolnienie z grzechu narodzin. Modlitwą szkolną jest również hymn siódmy, do Ateny (50 heksametrów), która jak ze źródła wyskoczyła z głowy ojca Zeusa, owej neoplatońskiej prajedni, ze szczytu łańcucha istnień, jako siła (dynamis) najwyższego boga. Proklos wychwala ją ośmioma epiklezami (przydomkami), wspomina szereg mitów, po czym oddaje jej cześć jako patronce Aten. Na koniec prosi ją, by zaprowadziła go do królestwa niebieskiego Ojca, a jeśli zabłądził, by ochroniła go przed karami. Na koniec chór uczniów prosi o zdrowie, pomyślny wiatr w żegludze życia, żonę, dzieci, majątek, sławę, pogodę ducha, rozeznanie w przyjaźni, przewagę nad nieprzyjaciółmi i miejsce wśród pierwszych mężów dla swojego mistrza. Hymn dziewiąty zwraca się do bogów w ogólności, stróżów mądrości, którzy poprzez wtajemniczenia hymnów oczyszczają dusze. Poeta prosi, aby mu przez święte księgi zesłali święte światło poznania boga i człowieka i objawili misteria świętych słów.
Język hymnów Proklosa nie odbiega od słownictwa charakterystycznego dla epiki i hymnów orfickich. Metryka poprzez ograniczenia co do cezur i jakości słów zapowiada rygoryzm Nonnosa.

## Poglądy

### Teoria poznania
Proklos był przekonany, że do prawdy prowadzą trzy drogi:
- poprzez filozofię za pomocą rozumu,
- poprzez mit za pośrednictwem wyobraźni,
- poprzez wiarę, przez bezpośrednie, niewysłowione zjednoczenie z Absolutem.

Oprócz rozumu człowiek posiada również wyobraźnię, do której przemawia mit, będący przedstawieniem wyobrażeniowym. Poprzez przedstawienia zmysłowe odsyła on do tego co ponadzmysłowe. Wskazując na sprzeczności, kieruje ku temu, co przekracza rozum. Wywołuje wstrząs, który ukazuje prawdę. Najdoskonalsze poznanie daje jednak bezpośrednie zjednoczenie z Absolutem. Zapewnia je wiara bogów, która w sposób niewysłowiony jednoczy z Dobrem wszystkie rodzaje bóstw, demonów i dusz. W odróżnieniu od poznania rozumowego – jest to poznanie całościowe, jednokształtne i nieruchome. Proklos utożsamia to poznanie poprzez wiarę z mocą teurgiczną, która przewyższa mądrość ludzką. Konsekwencją tej teorii poznania była dla Proklosa konieczność:
- czytania i komentowania filozofów, głównie Platona;
- komentowania poetów (Hezjoda, Homera, Orfeusza) i w ogóle teologii;
- praktykowania teurgii[9].

### System hipostaz – struktura świata niecielesnego
Proklos rozwinął do skrajnej postaci system podziału i mnożenia hipostaz, rozbudowany już przez Jamblicha i Teodora z Asine. Podobnie jak Jamblich wychodził z założenia, że pomiędzy Plotyńską Najwyższą Zasadą a hipostazami Umysłu i Duszy potrzebny jest pośrednik. Przyjmuje on w jego systemie postać szeregu Henad, utożsamianych z najwyższymi bogami. Pierwsza przyczyna jest niepoznawalna, świat nie może mieć w niej uczestnictwa. Jest nazywana Dobrem (Platon) lub Jednym (Parmenides) i jest twórczynią wszystkich bóstw i Henadą wszystkich Henad. Wychodząc z rozważań Plotyna o tym, że Byt jest liczbą ściągniętą do Jedności, a byty są liczbą rozwiniętą (Enneady 6, 9), Proklos wypracował swoją koncepcję Henad, które nie są pierwszymi bytami, ale jednocześnie są ponad bytem, życiem i myślą. Jeżeli najwyższy byt jest Jednem, one są „Jednościami”. Nigdy przed Proklosem politeizm nie wyniósł tak wysoko swoich bogów.
Po Henadach następują hipostazy Umysłu (Nous), które Proklos dzieli na:
- strefę tego, co inteligibilne,
- strefę tego, co inteligibilno-intelektualne,
- strefę tego, co intelektualne.

Odpowiada to trzem cechom, za pomocą których Plotyn próbował zdefiniować Umysł – bytowi, życiu i myśli. Proklos czyni z nich osobne hipostazy. Stawia Byt u początku wszystkiego, co istnieje, Życie przed wszystkim, co żyje, a Intelekt przed wszystkimi istotami poznającymi. Porządek, jaki zachodzi pomiędzy tymi trzema hipostazami, jest porządkiem uczestnictwa. Pierwszy jest Byt, jest bowiem obecny we wszystkich rzeczach obdarzonych życiem i intelektem. Drugie jest Życie, wszystko bowiem, co uczestniczy w Intelekcie, żyje, ale nie każdy byt uczestniczy w Życiu. Dopiero na trzecim miejscu znajduje się Intelekt, jako że wszystko, co poznaje, musi i istnieć, i żyć. Hipostazy przenikają się wzajemnie. Pierwsza i druga dzielą się na triady, a te na kolejne triady. Trzecia ulega podziałowi na hebdomady (siódemki). Proklos tworzy całą strukturę tego systemu, wielorako wzajemnie powiązaną. Hipostazy te, podobnie jak Henady, są bogami, niektóre otrzymują imiona tradycyjnych bóstw greckich.
Po hipostazach następuje strefa Duszy, która dzieli się na dusze boskie, demoniczne i „cząstkowe”. Strefy te dzielą się dalej. Wśród bogów Proklos wyróżnia cztery triady bogów „przewodniczących”, tyleż triad bogów „pozaświatowych” i dwie klasy bogów „wewnątrzświatowych”, są to bogowie gwiazd i elementów. Spełniają oni różne funkcje i nierzadko są określani imionami bogów olimpijskich. Świat demonów dzieli się na klasy aniołów, demonów właściwych i herosów. Dusze „cząstkowe” to te, które mogą zmienić inteligencję na głupotę. Wśród nich są dusze ludzkie.

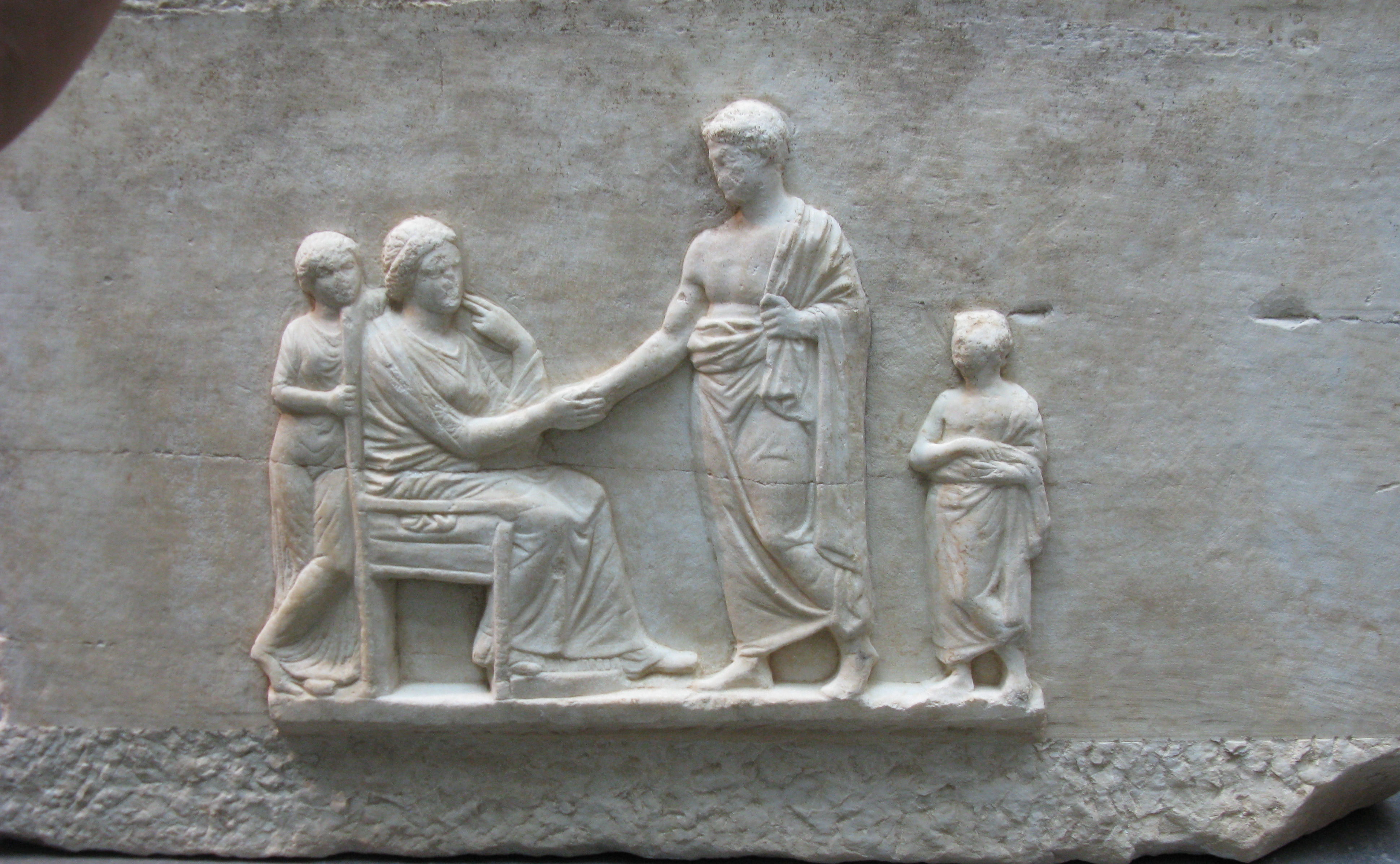
Stół pogrzebowy (mensa) z domu Proklosa. Płaskorzeźba z 350-325 r. przed Chrystusem.

System Proklosa dobrze obrazuje następujący schemat:
- Jedno (źródło wszystkich bogów).
- Henady (bogowie najwyżsi).
- Umysł
  - triady inteligibilne, podzielone na dalsze trzy triady (odpowiadające bogom inteligibilnym),
  - triady inteligibilno-intelektualne, podzielone na trzy triady (odpowiadające bogom inteligibilno-intelektualnym),
  - triady intelektualne, podzielone na hebdomady (odpowiadające bogom intelektualnym).
- Dusza
  - dusze boskie (bogowie psychiczni – wśród nich bogowie Olimpu),
  - dusze demoniczne (aniołowie, demony, herosi),
  - dusze cząstkowe[15].

### Prawa rządzące rzeczywistością
Znaczenie Proklosa polega jednak nie na udoskonaleniu wyżej opisanego schematu, lecz na rozwinięciu doktryny praw rządzących powstawaniem rzeczywistości w ujęciu neoplatońskim. Proklos określił prawo rządzące powstawaniem wszystkich rzeczy, które pojmował jako proces kołowy, ustanowiony przez trzy momenty:
- przebywanie (μονή) – pozostawanie, trwanie zasady w sobie,
- wychodzenie (πρόοδος) – wyjście z zasady,
- powrót lub nawrócenie (επιστροφή) – ponowne złączenie z zasadą.

W jego systemie te trzy momenty stanowią prawo nie tylko ogólne, ale i znajdujące zastosowanie do sytuacji szczegółowych.
Jedno, jak każda inna rzeczywistość, wytwarza byty ze swej doskonałości i nadmiaru mocy. Tworzenie jest zwielokrotnieniem siebie samego ze strony tworzącego, dzięki jego mocy. Byt tworzący, z racji swej doskonałości, pozostaje taki, jaki jest. Pochodzenie nie jest odejściem, gdyż rzecz wytworzona nie jest oddzielną częścią. Rzecz powstająca czerpie podobieństwo od wytwórcy. Niepodobieństwo wynika z tego, że tworzący ma większą moc. Mają więc tę samą naturę, ale nie w ten sam sposób. W konsekwencji rzeczy tworzone pragną powrócić do swej przyczyny.
Proces triadyczny nie może być rozumiany jako następstwo momentów. Wszystkie trzy momenty współistnieją bowiem ze sobą. Każdy proces jest jednym wiecznym trwaniem, wychodzeniem i powrotem. Dzięki temu przyczyna trwa w przedmiocie wytworzonym, a wytwór w przyczynie. Trwanie powoduje upodabnianie się wytwórcy i wytworzonego. Każdy byt w naturalny sposób zwraca się do swej zasady. Pragnąc swej przyczyny pragnie jednocześnie Dobra. Również wszelkie nawrócenie jest możliwe dzięki podobieństwu. Podobieństwo wiąże bowiem ze sobą wszystkie rzeczy. Rzecz wytworzona, wracając do tego, od kogo pochodzi, łączy koniec z początkiem, przez co ruch staje się jeden i ciągły. Byt porusza się od przyczyny początkowej ku przyczynie początkowej. W ten sposób wznosi się ku rzeczywistości wyższej od siebie, a częściowo ku Pierwszej Zasadzie, od której pochodzą wszystkie rzeczy.
Drugim fundamentalnym prawem rzeczywistości według Proklosa jest prawo „troistości”, zgodnie z którym każda rzecz jest ustanowiona przez:
- granicę (πέρας) czyli kres,
- bezkres (απειρον) czyli nieskończoność,
- oraz ich mieszaninę lub syntezę, które tworzą każdy byt.

W każdym porządku bytów łączą się ze sobą granica i nieskończoność, jedne pochodzą jednak bardziej od granicy, a inne od nieskończoności. Każdy byt jest więc ustanowiony przez granicę, nieskończoność i różne ich wymieszanie. Odnosi się to prawo nie tylko do wyższych hipostaz i duszy, ale również do bytów matematycznych i fizycznych, do całej rzeczywistości. Poza Jednym wszystko jest syntezą obydwu zasad. Nieskończoność odpowiada momentowi pochodzenia, a skończoność powrotu. W konsekwencji materia staje się ostatecznie nieskończonością, jest więc, wbrew Plotynowi, w pewnym sensie dobra.
W ogóle wszystko zawarte jest we wszystkim w odpowiedni sposób. W hipostazie wyższej niższa bytuje przyczynowo, natomiast wyższa w niższej znajduje się przez partycypację, co oznacza, że niższa trwa w niej i zachowuje się podobnie do niej. Jedno jest więc w hipostazach Umysłu – w hipostazie Bytu, Życia i Intelektu, te zaś w hipostazach Duszy. Świat tego, co niecielesne, staje się dostępnym zmysłom dzięki temu, że udziela się temu, co cielesne.
Proklos porzuca w tej partii swego dzieła troskę o obronę religii pogańskiej i stworzenie metafizycznego Olimpu, by zająć się roztrząsaniem ogólnych zasad bytu. To właśnie ta część jego dzieła zapewniła mu wielkie uznanie w średniowieczu.

### Psychologia
Doktryna psychologiczna Proklosa jest kontynuacją nauczania jego szkoły, która widziała w duszy najniższy szczebel bytów niecielesnych. Szczególnie rozwija on ideę οχηματα – „wehikułów” lub ciał eterycznych, w które są wyposażone wszystkie dusze. Proklos wyróżnia trzy ich rodzaje. Dusze racjonalne wyposażone są w wehikuł świetlisty. Jest on niezniszczalny i wieczny, podobnie jak dusza jest niepodzielny, nie odczuwa doznań i nigdy nie odłącza się od duszy. Proklos za Numeniosem przyjmuje dalej, że dusza, zanim wejdzie w materialne ciało, nakłada na siebie kolejne bardziej materialne osłony. Zrzuca je wszystkie po śmierci, z wyjątkiem ciała eterycznego. Dusze nieracjonalne posługują się wehikułem pneumatycznym. Teoria ciał eterycznych służy w psychologii neoplatońskiej wyjaśnieniu, jak dusze łączą się z ciałami, jak mogą się poruszać w przestrzeni, jak mogą być karane po śmierci i gdzie mieszczą się niektóre władze duszy takie jak wyobraźnia.
Proklos za Platonem zastanawia się, dlaczego dusze ludzkie zostały zesłane w ciało, i skłania się do platońskiej teorii transmigracji dusz, ale twierdzi, że dusze ludzkie nie mogą wchodzić w ciała zwierzęce. W duszy wyróżnia następujące władze: zmysły, wyobraźnię, sąd, myśl dyskursywną i intelekt. Zmysły i wyobraźnia należą do niższej, nieracjonalnej części duszy.
W duszy obecny jest element boski, który nie jest jej życiem czy myśleniem, ale obecnością Jednego lub partycypacją w Jednym. Umożliwia ona mistyczne zjednoczenie. Stara myśl o łączeniu się podobnego z podobnym zyskuje u Proklosa nową treść. Skoro bowiem wszystko istnieje we wszystkim, dusza zawiera w sobie wszystkie wyższe hipostazy, a więc w jakiś sposób również Jedno. Dusza jest kresem rozwijania się mocy Jednego i w świecie zmysłowym pełni podobną do niego rolę – jednoczącej więzi.

### Najwyższa cnota
W przeciwieństwie do Plotyna i Porfiriusza, którzy utrzymywali, że wyższa część duszy zawsze pozostaje w strefie inteligibilnej, w kontakcie z boskimi zasadami, Proklos za Jamblichem i Syrianem przyjmował, że dusza całkowicie schodzi w ciało, potrzeba więc specjalnych obrzędów, żeby mogła pokonać odległość między tym, co ludzkie, i tym, co boskie. Skuteczność obrzędów zapewnia według Proklosa kosmiczna sympatia (sympatheia) przenikająca całą rzeczywistość, przyjęta od Jamblicha zasada, że wszystko jest we wszystkim (panta en pasin). W konsekwencji tego dusza zawiera w sobie symbola, które odpowiadają boskiej rzeczywistości i jednocześnie ustanawiają tajną korespondencję ze światem zmysłowym (kamieni, roślin i zwierząt). Dzięki tym symbola byty znajdujące się na różnych poziomach łączą się w łańcuch (seira) skierowany do boskiej zasady. Uczeni wyróżniają trzy rodzaje teurgii u Proklosa. Pierwszy ma na celu uzyskanie wyroczni lub objawienia i w ogóle działań związanych ze zjawiskami świata fizycznego (takimi jak zmiana pogody czy uleczenie choroby). Wymaga on stosowania licznych rytuałów, pieśni i modlitw. Drugi rodzaj czyni duszę zdolną do wstąpienia na poziom bogów i intelektu boskiego i osiąga się poprzez modlitwy i inwokacje charakterystyczne dla Proklosowych hymnów. Trzeci rodzaj umożliwia osiągnięcie łączności z pierwszymi zasadami, z Jednym. Zapewnia go najwyższa z cnót.
Na szczycie cnót proklosowej etyki stoi cnota teurgiczna, umożliwiająca złączenie się z tym, co boskie. Proklos umieścił ją ponad wszelką ludzką mądrością i utożsamił z wiarą. Aby dojść do zjednoczenia, Prokos zalecał i sam wypełniał praktyki teurgiczne. Zapewniał, że praktykując chaldejskie oczyszczenia widział bogów i demony. Marinos mówi, że Proklos miał też zdolność sprowadzania deszczu, przewidywania trzęsień ziemi i podobnych zjawisk. Proklos był przekonany, że należy do „łańcucha hermetycznego”, łańcucha egzystencji łączącego tych, którzy oddają się filozofii. Wskutek wizji, którą miał we śnie, doszedł do przekonania, że ma w sobie duszę pitagorejczyka Nikomachosa. W etyce, tak jak wcześniej w metafizyce, z wszystkich składników typowych dla późnego neoplatonizmu Proklos wyprowadza skrajne konsekwencje, prowadzące aż po granicę zerwania.

### Fizyka
Proklos nie traktuje fizyki jako nauki o ruchu i zjawiskach naturalnych, ale o ich boskich przyczynach. Za zadanie filozofa uznaje opracowanie ogólnych zasad rządzących przyrodą, które jak matematyk musi on wyprowadzić z podstawowych aksjomatów, zanim będzie mógł przejść do zagadnień szczegółowych.

#### Czas i wieczność
Bardziej niż czas, który jest miarą tego, co było wcześniej i co będzie później, interesuje Proklosa wieczność, która istnieje w całości i nie doznaje zmiany, nie ma części, niczego nie traci i niczego nie zyskuje. Wieczność jako przyczyna poprzedza i mierzy byty wieczne, które w niej uczestniczą. Podobnie od rzeczy, które trwają w czasie, Proklos odróżnia czas, który istnieje przed nimi i jest ich miarą. Podczas jednak gdy wieczność obejmuje całość trwania bytu, czas mierzy tylko nieustanne stawanie się rzeczy, ich przechodzenie z jednego stanu do drugiego. Wieczność może być postrzegana jako zapowiedź czasu, czas jako obraz wieczności. Każde odnosi się do innej sfery rzeczywistości, wieczność do inteligibilnej, czas do świata zmian.
Pomimo ostrego podziału na czas i wieczność Proklos zauważa, że z rzeczy, które istnieją w czasie, niektóre posiadają wieczyste trwanie. Zarówno wszechświat jako całość, jak i sfery niebieskie, chociaż nigdy nie przestaną istnieć, posiadają swój byt jedynie poprzez proces zmian zachodzących w czasie. Podobnie wszystkie dusze, niezniszczalne i nieśmiertelne, stale jednak ulegają zmianom. Dlatego Proklos rozróżnia dwa rodzaje wieczności: jedną istniejącą jednocześnie w całości i drugą rozwijającą się poprzez stawanie się w czasie.
To rozróżnienie pozwala mu wystąpić przeciw poglądom Arystotelesa dotyczącymi wieczności świata. W przeciwieństwie do Arystotelesa Proklos twierdzi, że świat jest zarówno wieczny jak i stworzony (genetos). Będąc materialnym, świat nie może sam siebie wytworzyć i utrzymywać w istnieniu. Jego istnienie musi zależeć od najwyższej przyczyny. Świat jednak, zdaniem Proklosa (i w tym zgadza się z Arystotelesem), istnieje na wieczność. Nie posiada bowiem wprawdzie sam z siebie nieskończonej mocy bytowania, ma jednak nieskończoną moc stawania się, którą przyjmuje od pierwszej przyczyny.

#### Piąty element i miejsce wszechświata
Proklos polemizuje również z Arystotelesem w kwestii materii, z której zbudowany jest świat nadksiężycowy. Zdaniem Arystotelesa ciała niebieskie ze względu na swój prosty ruch kołowy muszą być zbudowane z prostej substancji, różnej od czterech elementów, z których zbudowany jest świat podksiężycowy. Tym piątym elementem jest według Arystotelesa niezniszczalny eter. Proklos, idąc za Platonem, twierdzi, że niebo zbudowane jest z czterech elementów, z przewagą ognia. Twierdzi jednak, że w niebiosach elementy nie są takie same jak tutaj, ale są raczej ich kwintesencje i w tym sensie można za Arystotelesem przyjąć, że jest to łącznie nowy, piąty element.
Arystoteles określa miejsce jako nieporuszoną granicę otaczającą ciała (Fizyka IV, 4), w konsekwencji poza nią, a więc i poza wszechświatem, nie może już być niczego. Proklos twierdzi przeciwnie, że wszechświat jest w jednym miejscu. Krytykę Arystotelesowego pojęcia miejsca będą po nim rozwijać na swój sposób Damascjusz, Symplicjusz i Jan Filopon. Według Symplicjusza Proklos wypracował własną koncepcję miejsca, pojmował je jako niematerialne „ciało”, specjalny rodzaj nieruchomego światła.

#### Podglądy na temat astronomii i matematyki
Proklos rozróżnia dwa rodzaje astronomii. Pierwszy, praktykowany przez większość starożytnych astronomów (Arystarcha, Hipparcha, Ptolemeusza), polega na obserwacji nieba, formułowaniu matematycznych hipotez i dokonywaniu obliczeń. Drugi, rozwinięty przez Platona w Timajosie, potwierdzony przez tradycję chaldejską i egipską, bada przyczyny ruchu nieba. Proklos stoi na stanowisku, że nieregularne ruchy planet nie powinny być wyjaśniane za pomocą skomplikowanej teorii Ptolemeusza, ale przez odwołanie się do faktu, że planety są poruszane przez inteligentne dusze. Proklos ceni zresztą Ptolemeusza, a jego traktat stanowi jedno z najlepszych wprowadzeń do Ptolemeuszowego Almagestu. W XVI i XVII wieku argumenty Proklosa odegrały ważną rolę w dyskusji nad teorią Ptolemeusza.
Odnosząc się do przedmiotu nauk matematycznych Proklos twierdzi, że nie można go wyprowadzić z danych zmysłowych na drodze abstrakcji. Niedoskonałe przedmioty zmysłowe nie mogą być wzorem przedmiotów tak doskonałych i precyzyjnych. Dlatego muszą one znajdować się pierwotnie w Intelekcie, a wtórnie w duszy (jako logoi). Wgląd w nie uzyskuje człowiek na drodze przypomnienia (anamnesis). Figury geometryczne, które nie są tak uniwersalne, znajdują się zdaniem Proklosa w wyobraźni (phantasia). Tak jak w przypadku astronomii, zadaniem geometrii nie jest badanie przedmiotów materialnych, ale prowadzenie duszy poprzez anagogię w górę, ku prawdziwym obiektom geometrycznym znajdującym się w umyśle boskim (Komentarz do Euklidesa 54, 14-56).

### Geometria
Proklos napisał słynne komentarze do I księgi Elementów Euklidesa. Dzieło to wywarło znaczny wpływ na rozwój geometrii przez następne stulecia i na powstanie geometrii nieeuklidesowej w XIX wieku. Była to kompilacja tego, co Proklos znalazł w dostępnych wtedy tekstach. Omówił definicje, aksjomaty i postulaty Euklidesa oraz ich wzajemne związki, analizował kwestię, czy V postulat da się wywieść z pozostałych czterech, wyróżnił konstrukcje (problemata) i twierdzenia, analizował elementy rozumowania: wniosek, lemat, przypadek, reductio ad absurdum, wielkość dana, analiza i synteza.

## Wpływ
Jest rzeczą symptomatyczną, że filozof, który włożył tak duży wysiłek w uzasadnienie religii pogańskiej, zagrożonej przez rozwijające się chrześcijaństwo, wywarł tak znaczny wpływ na średniowieczną myśl chrześcijańską, nie bezpośrednio zresztą, ale poprzez swoich uczniów i kontynuatorów: Damascjusza, Amoniusza Hermiasza, Symplicjusza. W XI wieku studiował jego dzieła Michał Psellos. Jednym z jego uczniów był Gruzin Jan Petritsi, który przełożył Elementy Proklosa na gruziński i opatrzył własnym komentarzem. W XII wieku polemizował z Proklosem Mikołaj z Metony, a Izaak Sebastokrator napisał chrześcijańską adaptację Tria opuscula. Około 1300 roku Jerzy Pachymeres wydał Proklosowy komentarz do Parmenidesa. Do czytelników Proklosa należał również kardynał Bessarion, który posiadał kilka jego rękopisów. To dzięki zainteresowaniu bizantyńskich uczonych prace Proklosa przetrwały przez całe średniowiecze.
Zachodnia Europa zaznajomiła się z filozofią Proklosa za pośrednictwem Pseudo-Dionizego Areopagity i Liber de causis. Pseudo-Dionizy był chrześcijańskim autorem piszącym około 500 roku, który w oparciu o filozofię Proklosa rozwinął własną, oryginalną, chrześcijańską teologię platońską. Dzięki niemu, jak ujął to Eric Dodds, Proklos podbił Europę w przebraniu wczesnochrześcijańskim. Liber de causis (Księga o przyczynach) stanowi kompilację fragmentów Elementów teologii wraz z arabskim komentarzem z IX wieku. W XII-wiecznej Europie Księga była rozpowszechniana jako dzieło Arystotelesa. Po tym jak w 1268 Wilhelm z Moerbeke przełożył Elementy teologii łacinę, Tomasz z Akwinu zauważył podobieństwo i ustalił rzeczywiste autorstwo tez zawartych w Księdze. Autorstwo komentarzy i kompozycji Księgi pozostaje do dzisiaj przedmiotem dyskusji. Wilhelm przełożył też obszerny komentarz do Parmenidesa oraz Tria opuscula (których grecki tekst zaginął). Prace te jednak nie były w średniowieczu czytane. W XIV wieku Bertold z Moosburga napisał komentarz do łacińskich Elementów teologii.
W XV wieku intensywnie studiował Proklosa w łacińskich przekładach Mikołaj z Kuzy. Marsilio Ficino idzie za Proklosem w swych komentarzach do Platona i pisze chrześcijańską wersję Teologii Platońskiej o nieśmiertelności duszy. Ponowne zainteresowanie Proklosem przypada na przełom XVIII i XIX wieku, kiedy Thomas Taylor (1758-1835) przełożył na angielski wszystkie zachowane jego dzieła i podjął próbę rekonstrukcji utraconej VII księgi Teologii Platońskiej. Próbę wydania wszystkich prac Proklosa podjął też w tym czasie Victor Cousin (1792-1867). Odnowienie zainteresowania Proklosem w XX wieku wiąże się z edycją Elementów teologii przez Erica Robertsona Doddsa i Teologii Platońskiej przez Henry’ego Dominique’a Saffreya.

## Dzieła
- Hymny
- Elementy teologii (Stoicheíōsis theologikḗ, łac.: Elementatio theologica)
- Elementy fizyki (Stoicheíōsis physikḗ, łac.: Institutio physica)
- Teologia Platońska (Peri tēs kata Plátōna theologías, łac.: Theologia Platonica, w 6 księgach)
- Komentarz do Timajosa Platona
- Komentarz do Państwa Platona
- Komentarz do Parmenidesa Platona
- Komentarz do Alkibiadesa I Platona
- Komentarz do Kratylosa Platona
- Dziesięć pytań dotyczących opatrzności
- O opatrzności, fatum i wolności (Tria opuscula)
- Zarys teorii astronomicznych (Hypotýpōsis tōn astronomikōn hypothéseōn)
- Parafraza czterech ksiąg Ptolemeusza
- Komentarz do pierwszej księgi Elementów Euklidesa (Eis to a' tōn Eukleídou stoicheíōn)
- O zaćmieniach
- O realności rzeczy złych